# Dieter Lehmann (MfS-Mitarbeiter)
Dieter Lehmann (* 19. September 1928 in Dresden; † 11. März 2013 in Dresden) war ein Bezirksverwaltungsleiter des Ministeriums für Staatssicherheit (MfS) der Bezirksverwaltung Gera.

## Leben
Der Sohn eines Tischlers absolvierte nach dem Besuch der Volksschule von 1943 bis 1946 ebenfalls eine Lehre als Tischler. 1946 arbeitete er als Tischlergeselle und wurde Mitglied der SED. 1948 trat er in die Deutsche Volkspolizei (DVP) ein. 1949 wurde er Mitarbeiter der K 5 (politische Polizei) und ging dann zur Verwaltung zum Schutz der Volkswirtschaft Sachsen (ab Februar 1950 Länderverwaltung Sachsen des MfS). 1952 wurde er zur Abteilung Kader und Schulung (KuSch) der Bezirksverwaltung (BV) Dresden des MfS versetzt; 1953 wurde er Lehrer an der Schule des MfS Potsdam-Eiche. Später war er Leiter der Abteilung VII (MdI/DVP) der BV Dresden und von 1955 bis 1958 Leiter der Kreisdienststelle (KD) Görlitz des MfS. 1958 wurde er Stellvertreter Operativ des Leiters der BV Dresden. 1962/63 besuchte er die Bezirksparteischule Dresden der SED und von 1965 bis 1970 absolvierte er ein Fernstudium an der Juristischen Hochschule (JHS) Potsdam-Eiche mit dem Abschluss als Diplom-Jurist. Von 1970 bis 1988 war er als Nachfolger von Oberst Josef Sobeck Leiter der Bezirksverwaltung Gera des MfS und gleichzeitig Mitglied der SED-Bezirksleitung Gera. 1976 promovierte er zum Dr. jur. an der JHS Potsdam-Eiche. 1979 wurde er zum Generalmajor ernannt. Er hatte auch die Funktion eines 1. Vorsitzenden der Bezirksleitung Gera der Sportvereinigung Dynamo inne. 1988 endete seine Dienstzeit, er lebte zunächst weiter in Gera und kehrte schließlich in seine Geburtsstadt Dresden zurück.